# Krasni Log
Krasni Log (en rus: Красный Лог) és un poble (un possiólok) de l'óblast de Vorónej, a Rússia, segons el cens del 2010 tenia 242 habitants.